# Brännskär, Iniö
Brännskär är en ö i Finland. Den ligger i Skärgårdshavet och i kommunen Pargas i den ekonomiska regionen  Åboland i landskapet Egentliga Finland, i den sydvästra delen av landet. Ön ligger omkring 48 kilometer väster om Åbo och omkring 190 kilometer väster om Helsingfors.
Öns area är 2,8 hektar och dess största längd är 340 meter i öst-västlig riktning. I omgivningarna runt Brännskär växer i huvudsak barrskog.